# مرازوفاتس
مرازوفاتس هي قرية في البوسنة والهرسك، وهي تقع في بلدية بوزيم التابعة لكانتون يونا-سانا في اتحاد البوسنة والهرسك. طبقا لنتائج تعداد البوسنة عام 2013 فقد بلغ عدد سكانها 3,835 نسمة.
قبل الحرب في البوسنة والهرسك، كانت القرية جزءا من بلدية بوسانسكا كروبا وبعد الحرب في أعقاب اتفاقية دايتون عام 1995، أصبحت تابعة لبلدية بوزيم التي تم إنشاؤها حديثا، وتقع أيضا في اتحاد البوسنة والهرسك.

## التركيبة السكانية

### التطور التاريخي للسكان
| 1961 | 1971 | 1981 | 1991 | 2013 |
| ---- | ---- | ---- | ---- | ---- |
| 1904 | 2252 | 2740 | 3149 | 3835 |

## وصلات خارجية
- (بالإنجليزية) Maplandia